# Harry Harlow
Harry Frederick Harlow (Fairfield, Iowa, Estados Unidos; 31 de octubre de 1905 - Tucson, Arizona; 6 de diciembre de 1981) fue un psicólogo estadounidense conocido por sus experimentos de separación materna, necesidades de dependencia y aislamiento social en monos rhesus, que pusieron de manifiesto la importancia del cuidado y el compañerismo para el desarrollo social y cognitivo. Realizó la mayor parte de su investigación en la Universidad de Wisconsin-Madison, donde el psicólogo humanista Abraham Maslow trabajó con él durante un corto período de tiempo.

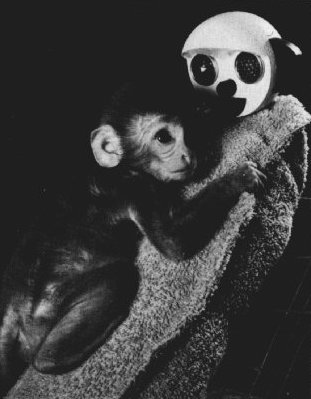
El sujeto mono se acerca a la madre sustituta de tela en la prueba de miedo.

Los experimentos de Harlow fueron controvertidos; incluyeron la creación de madres sustitutas inanimadas para los bebés rhesus a partir de alambre y lana. Cada niño se apegaba a su madre en particular, reconociendo su rostro único y prefiriéndolo por encima de los demás. A continuación, Harlow decidió investigar si los bebés tenían preferencia por madres desnudas o cubiertas de tela. Para este experimento, presentó a los bebés una "madre" vestida y una "madre" de alambre bajo dos condiciones. En una situación, la madre de alambre sostenía un biberón con comida y la madre de tela no tenía comida. En la otra situación, la madre de tela sostenía el biberón y la madre de alambre no tenía nada. También más adelante en su carrera, cultivó monos bebés en cámaras de aislamiento durante hasta 24 meses, de los cuales emergieron intensamente perturbados. Algunos investigadores citan los experimentos como un factor en el surgimiento del movimiento de liberación animal en los Estados Unidos. Una encuesta de Review of General Psychology, publicada en 2002, clasificó a Harlow como el 26º psicólogo más citado del siglo XX.

## Biografía
Harry Harlow nació el 31 de octubre de 1905. Era hijo de Mabel Rock y Alonzo Harlow Israel. Nació y se crio en Fairfield, Iowa, como el tercero de cuatro hermanos. Después de un año en Reed College en Portland, Oregón, obtuvo la admisión a la Universidad de Stanford a través de una prueba de aptitud especial. Después de un semestre como estudiante de inglés con calificaciones casi desastrosas, se declaró a sí mismo como un estudiante de psicología.
Harlow asistió a Stanford en 1924, y posteriormente se convirtió en un estudiante de posgrado en psicología, trabajando directamente con Calvin Perry Stone, un conocido conductista animal, y Walter Richard Miles, un experto en visión, todos supervisados por Lewis Terman. Estudió en gran medida con Terman, el desarrollador de la prueba de CI de Alfred Binet, y Terman ayudó a dar forma al futuro de Harlow. Después de recibir un doctorado en 1930, cambió su nombre de Israel a Harlow. El cambio se hizo a instancias de Terman por temor a las consecuencias negativas de tener un apellido aparentemente judío, a pesar de que su familia no era judía.
Inmediatamente después de completar su tesis doctoral aceptó una cátedra en la Universidad de Wisconsin-Madison aunque no logró convencer al Departamento de Psicología de que le proporcionara un espacio de laboratorio adecuado. Como resultado adquirió un edificio vacío en la calle de la Universidad y, con la ayuda de sus estudiantes graduados, renovó el edificio en lo que más tarde se conocería como el Laboratorio de Primates, uno de los primeros de su tipo en el mundo. Bajo la dirección de Harlow, se convirtió en un lugar de investigación de vanguardia en el que unos 40 estudiantes obtuvieron sus doctorados.
Harlow recibió numerosos premios y honores, incluida la Medalla Howard Crosby Warren (1956), la Medalla Nacional de Ciencias (1967) y la Medalla de Oro de la Fundación Psicológica Estadounidense (1973). Se desempeñó como jefe de la rama de Investigación de Recursos Humanos del Departamento del Ejército de 1950 a 1952, jefe de la División de Antropología y Psicología del Consejo Nacional de Investigación de 1952 a 1955, consultor del Panel Asesor Científico del Ejército y presidente de la Asociación Americana de Psicología de 1958 a 1959.
Luego se casó con su primera esposa, Clara Mears, en 1932, la cual era una de los estudiantes selectos con un coeficiente intelectual superior a 150 a quien Terman estudió en Stanford, Clara fue estudiante de Harlow antes de involucrarse románticamente con él. La pareja tuvo dos hijos juntos (Robert y Richard). Harlow y Mears se divorciaron en 1946. Ese mismo año, Harlow se casó con la psicóloga infantil Margaret Kennedy. Tuvieron dos hijos juntos, Pamela y Jonathan. Margaret murió el 11 de agosto de 1971, después de una prolongada lucha contra el cáncer, que le habían diagnosticado en 1967. Su muerte llevó a Harlow a la depresión, por lo que fue tratado con terapia electroconvulsiva. En marzo de 1972 se volvió a casar con Clara Mears. La pareja vivió junta en Tucson, Arizona hasta la muerte de Harlow en 1981.

## Estudios de monos
Harlow llegó a la Universidad de Wisconsin-Madison en 1930 después de obtener su doctorado bajo la dirección de varios investigadores distinguidos, incluidos Calvin Stone y Lewis Terman, en la Universidad de Stanford. Comenzó su carrera con la investigación de primates no humanos. Trabajó con los primates en el zoológico Henry Vilas, donde desarrolló el Aparato de prueba general de Wisconsin (WGTA) para estudiar el aprendizaje, la cognición y la memoria. Fue a través de estos estudios que Harlow descubrió que los monos con los que trabajaba estaban desarrollando estrategias para sus pruebas. Lo que más tarde se conocería como conjuntos de aprendizaje, Harlow lo describió como "aprender a aprender".

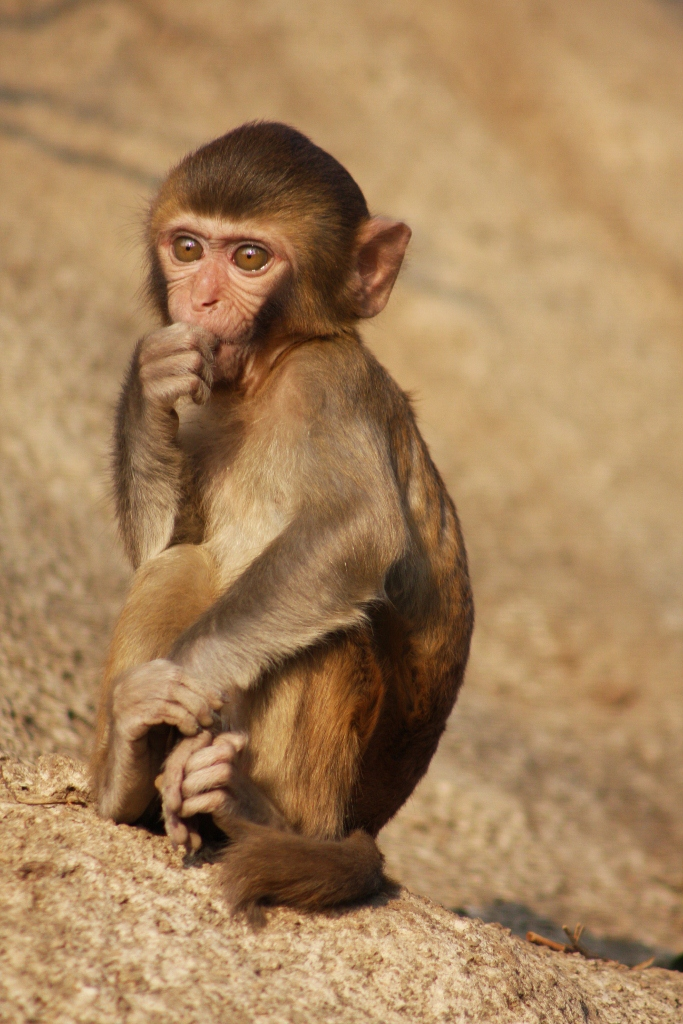
Harlow utilizó exclusivamente macacos rhesus en sus experimentos.

Para estudiar el desarrollo de estos conjuntos de aprendizaje necesitaba acceso a primates en desarrollo, por lo que estableció una colonia reproductora de macacos rhesus en 1932. Debido a la naturaleza de su estudio necesitaba acceso regular a primates bebés y por lo tanto eligió criar en una guardería, en lugar de con sus madres protectoras. Esta técnica alternativa de crianza, también llamada privación materna, es muy controvertida hasta el día de hoy y se utiliza en variantes como un modelo de adversidad en los primeros años en primates. 

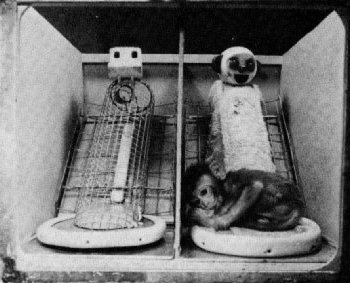
Madre sustituta de tela y alambre de "naturaleza del amor".

La investigación y el cuidado de los monos rhesus bebés inspiraron aún más a Harlow y, en última instancia, lo llevaron a algunos de sus experimentos más conocidos: el uso de madres sustitutas. Aunque Harlow, sus estudiantes, contemporáneos y asociados pronto aprendieron cómo cuidar las necesidades físicas de sus monos bebés, los bebés criados en la guardería siguieron siendo muy diferentes de sus compañeros criados por madres. Psicológicamente hablando, estos bebés eran un poco extraños: eran solitarios, tenían claros déficits sociales y se aferraban a sus pañales de tela. Al mismo tiempo en la configuración inversa, los bebés que habían crecido solo con una madre y sin compañeros de juego mostraban signos de miedo o agresividad.
Al notar su apego a la suave tela de sus pañales y los cambios psicológicos que se correlacionaban con la ausencia de una figura materna, Harlow buscó investigar el vínculo madre-hijo. Esta relación estuvo bajo constante escrutinio a principios del siglo XX, cuando Burrhus Frederic Skinner y los conductistas se enfrentaron a John Bowlby en una discusión sobre la importancia de la madre en el desarrollo del niño, la naturaleza de su relación y el impacto de la actividad física, contacto entre madre e hijo.
Los estudios fueron motivados por el estudio e informe de John Bowlby patrocinado por la Organización Mundial de la Salud Cuidado materno y salud mental en 1950, en el que revisó estudios previos sobre los efectos de la institucionalización en el desarrollo infantil y la angustia que experimentan los niños cuando se separan las madres de sus hijos.
En 1953, su colega James Robertson produjo un documental corto y controvertido, titulado Un niño de dos años va al hospital, que demuestra los efectos casi inmediatos de la separación materna. El informe de Bowlby, junto con la película de Robertson, demostró la importancia del cuidador principal en el desarrollo de primates humanos y no humanos. 
Bowlby restó importancia al papel de la madre en la alimentación como base para el desarrollo de una relación sólida entre madre e hijo, pero sus conclusiones generaron mucho debate. Fue el debate sobre las razones detrás de la demostrada necesidad de cuidados maternos lo que Harlow abordó en sus estudios con las madres sustitutas. El contacto físico con los bebés se consideró perjudicial para su desarrollo, y esta visión dio lugar a guarderías estériles y sin contacto en todo el país. Bowlby no estuvo de acuerdo, alegando que la madre proporciona mucho más que comida al bebé, incluido un vínculo único que influye positivamente en el desarrollo y la salud mental del niño.
Para investigar el debate, Harlow creó madres sustitutas inanimadas para los bebés rhesus a partir de alambre y madera. Cada bebé se apegaba a su madre particular, reconociendo su rostro único y prefiriéndolo por encima de todos los demás. A continuación, Harlow decidió investigar si los bebés tenían preferencia por madres desnudas o cubiertas de tela. Para este experimento, presentó a los bebés una madre vestida y una madre de alambre bajo dos condiciones. En una situación, la madre de alambre sostenía un biberón con comida y la madre de tela no tenía comida. En la otra situación, la madre de tela sostenía el biberón y la madre de alambre no tenía nada.
De manera abrumadora, los macacos bebés prefirieron pasar su tiempo aferrados a la madre de tela. Incluso cuando solo la madre de alambre podía proporcionarle alimento, los monos la visitaban solo para alimentarse. Harlow concluyó que había mucho más en la relación madre-hijo que la leche y que esta "comodidad de contacto" era esencial para el desarrollo psicológico y la salud de los monos bebés y los niños. Fue esta investigación la que brindó un fuerte apoyo empírico a las afirmaciones de Bowlby sobre la importancia del amor y la interacción madre-hijo.
Experimentos sucesivos concluyeron que los bebés utilizaban a la madre sustituta como base para la exploración y una fuente de consuelo y protección en situaciones novedosas e incluso aterradoras. En un experimento llamado prueba de campo abierto se colocó a un bebé en un entorno novedoso con objetos novedosos. Cuando la madre sustituta del bebé estuvo presente, se aferró a ella, pero luego comenzó a aventurarse a explorar. Si estaba asustado el bebé corrió hacia la madre sustituta y se aferró a ella por un tiempo antes de aventurarse nuevamente. Sin la presencia de la madre sustituta, los monos estaban paralizados por el miedo, acurrucados en una bola y chupándose el pulgar.
En la prueba del miedo a los bebés se les presentó un estímulo aterrador, a menudo un osito de peluche que hacía ruido. Sin la madre, los bebés se acobardaron y evitaron el objeto. Sin embargo cuando la madre sustituta estaba presente el bebé no mostraba grandes respuestas de miedo y con frecuencia contactaba con el dispositivo, lo exploraba y lo atacaba.
Otro estudio analizó los efectos diferenciados de haber sido criado solo con una madre de alambre o una madre de tela. Ambos grupos aumentaron de peso a la misma velocidad, pero los monos criados en una madre de alambre tenían heces más blandas y problemas para digerir la leche, con frecuencia sufrían de diarrea. La interpretación de Harlow de este comportamiento, que todavía es ampliamente aceptado, fue que la falta de comodidad de contacto es psicológicamente estresante para los monos y los problemas digestivos son una manifestación fisiológica de ese estrés.
La importancia de estos hallazgos es que contradecían tanto el consejo pedagógico tradicional de limitar o evitar el contacto corporal en un intento de evitar malcriar a los niños, como la insistencia de la escuela de psicología conductista predominante en que las emociones eran insignificantes. Se pensaba que la alimentación era el factor más importante en la formación de un vínculo madre-hijo. Sin embargo Harlow concluyó que la lactancia fortalecía el vínculo madre-hijo debido al contacto corporal íntimo que proporcionaba. Describió sus experimentos como un estudio del amor. También creía que la comodidad del contacto podía ser proporcionada por la madre o el padre. Aunque ampliamente aceptada ahora, esta idea fue revolucionaria en ese momento al provocar pensamientos y valores relacionados con los estudios del amor.
Algunos de los experimentos finales de Harlow exploraron la privación social en la búsqueda de crear un modelo animal para el estudio de la depresión. Este estudio es el más controvertido e involucró el aislamiento de macacos lactantes y juveniles durante varios períodos de tiempo. Los monos aislados mostraron deficiencias sociales cuando fueron introducidos o reintroducidos en un grupo de compañeros. Parecían inseguros de cómo interactuar con sus congéneres y en su mayoría, permanecían separados del grupo, lo que demuestra la importancia de la interacción social y los estímulos para formar la capacidad de interactuar con sus congéneres en los monos en desarrollo y, comparativamente, en los niños.
Los críticos de la investigación de Harlow han observado que el apego es una cuestión de supervivencia en los monos rhesus jóvenes, pero no en los humanos, y han sugerido que sus conclusiones, cuando se aplican a los humanos, sobrestiman la importancia de la comodidad del contacto y subestiman la importancia de la enfermería.
Harlow informó por primera vez los resultados de estos experimentos en "La naturaleza del amor", el título de su discurso en la sexagésima sexta Convención Anual de la Asociación Estadounidense de Psicología en Washington, D. C., el 31 de agosto de 1958.

### Aislamiento parcial y total de monos bebés
A partir de 1959, Harlow y sus estudiantes comenzaron a publicar sus observaciones sobre los efectos del aislamiento social parcial y total. El aislamiento parcial implicaba criar monos en jaulas de alambre desnudo que les permitían ver, oler y oír a otros monos, pero no les brindaba ninguna oportunidad de contacto físico. El aislamiento social total implicaba la cría de monos en cámaras de aislamiento que impedían todo contacto con otros monos.
Harlow y col. informaron que el aislamiento parcial resultó en diversas anomalías, como mirar en blanco, dar vueltas repetitivas estereotipadas en sus jaulas y automutilarse. Luego, estos monos fueron observados en varios entornos. Para el estudio, algunos de los monos se mantuvieron en aislamiento solitario durante 15 años.
En los experimentos de aislamiento total, los monos bebés se quedarían solos durante tres, seis, 12 o 24 meses de "privación social total". Los experimentos produjeron monos que estaban gravemente perturbados psicológicamente.  

Harlow escribió:
Ningún mono ha muerto durante el aislamiento. Sin embargo, cuando inicialmente se separan del aislamiento social total, generalmente entran en un estado de shock emocional, caracterizado por ... autismo aferrándose a sí mismos y meciéndose. Uno de los seis monos aislados durante 3 meses se negó a comer después de la liberación y murió 5 días después. El informe de la autopsia atribuyó la muerte a la anorexia emocional. ... Los efectos de 6 meses de aislamiento social total fueron tan devastadores y debilitantes que habíamos asumido inicialmente que 12 meses de aislamiento no producirían ninguna disminución adicional. Esta suposición resultó ser falsa; 12 meses de aislamiento casi destruyeron socialmente a los animales ... 
Harlow intentó reintegrar a los monos que habían estado aislados durante seis meses colocándolos con monos que habían sido criados normalmente. Los intentos de rehabilitación tuvieron un éxito limitado. Harlow escribió que el aislamiento social total durante los primeros seis meses de vida produjo "graves déficits en prácticamente todos los aspectos del comportamiento social". Los aislamientos expuestos a monos de la misma edad que fueron criados normalmente "lograron sólo una recuperación limitada de respuestas sociales simples".  Algunas madres de monos criadas en aislamiento exhibieron "un comportamiento materno aceptable cuando se les obligó a aceptar el contacto con el bebé durante un período de meses, pero no mostraron más recuperación". Los aislamientos dados a las madres sustitutas desarrollaron "patrones interactivos burdos entre ellas". En contraposición a esto, cuando los aislados de seis meses se expusieron a monos más jóvenes de tres meses, lograron "una recuperación social esencialmente completa para todas las situaciones probadas". Los hallazgos fueron confirmados por otros investigadores, quienes no encontraron diferencias entre los receptores de terapia de pares y los bebés criados por madres, pero encontraron que los sustitutos artificiales tenían muy poco efecto.
Desde el trabajo pionero de Harlow en la investigación del tacto en desarrollo, un trabajo reciente en ratas ha encontrado evidencia de que el tacto durante la infancia resultó en una disminución de los corticosteroides, una hormona esteroide involucrada en el estrés, y un aumento de los receptores de glucocorticoides en muchas regiones del cerebro. Schanberg y Field encontraron que incluso la interrupción a corto plazo de la interacción madre-cría en ratas afectó notablemente a varios procesos bioquímicos en la cría en desarrollo: una reducción en la actividad de la ornitina descarboxilasa (ODC), un índice sensible de crecimiento y diferenciación celular; una reducción de la hormona del crecimientoliberación (en todos los órganos del cuerpo, incluidos el corazón y el hígado, y en todo el cerebro, incluidos el cerebro, el cerebelo y el tronco encefálico); un aumento en la secreción de corticosterona ; y la respuesta de ODC tisular suprimida a la hormona del crecimiento administrada. Además, se encontró que los animales privados del tacto tienen sistemas inmunes debilitados. Los investigadores han medido una relación directa y positiva entre la cantidad de contacto y acicalamiento que recibe un mono bebé durante sus primeros seis meses de vida y su capacidad para producir títulos de anticuerpos (IgG e IgM) en respuesta a una prueba de exposición de anticuerpos (tétanos) a poco más de un año de edad. Al tratar de identificar un mecanismo para la "inmunología del tacto", algunos investigadores señalan las modulaciones de la excitación y la actividad hormonal del SNC asociada. La privación del tacto puede provocar la activación del sistema pituitario-suprarrenal inducida por el estrés , que a su vez conduce a un aumento del cortisol plasmático y de la hormona adrenocorticotrópica. Asimismo, los investigadores sugieren que la estimulación regular y "natural" de la piel puede moderar estas respuestas pituitaria-suprarrenales de una manera positiva y saludable.

### Pozo de desesperación
Harlow era bien conocido por negarse a utilizar términos deliberadamente apego". Dichos términos y dispositivos respectivos incluían un dispositivo de apareamiento forzado que él llamó "perchero de violación", dispositivos atormentadores de madres sustitutas que llamó "doncellas de hierro", y una cámara de aislamiento que llamó el "pozo de la desesperación", desarrollada por él y un graduado. estudiante, Stephen Suomi.
En el último de estos dispositivos, llamado alternativamente el "pozo de la desesperación", se dejaba a los monos bebés solos en la oscuridad hasta por un año desde su nacimiento, o se los separaba repetidamente de sus compañeros y se los aislagicamente y se utilizaron como modelos de depresión humana.
Harlow intentó rehabilitar monos que habían sido sometidos a diversos grados de aislamiento utilizando diversas formas de terapia. "En nuestro estudio de la psicopatología, comenzamos como sádicos tratando de producir anormalidades. Hoy, somos psiquiatras tratando de alcanzar la normalidad y la ecuanimidad".

## Análisis de los experimentos

### La influencia de Sigmund Freud

Sigmund Freud, cuya obra contribuyó a la base de la teoría del apego y al trabajo de Harry Harlow

Sigmund Freud puede ser acreditado por proporcionar la base de las relaciones entre madre e hijo, que pronto serían la inspiración y el punto de partida para los estudios de Harlow. Freud descubrió, después de años de observación, que las personas que carecían de una maternidad constante tenían más probabilidades de desarrollar problemas de comportamiento más adelante en la vida. Los hallazgos de Freud mostraron que las personas que experimentaban la falta de maternidad sufrían de hostilidad, ansiedad, retraimiento y alcoholismo. Freud construyó la base para que Harry Harlow continuara y tuviera éxito en su trabajo.
La interpretación freudiana creía que "era el enfoque en la importancia del pecho y las tendencias instintivas orales y de alimentación durante el primer año de vida". Harlow tomó esta interpretación freudiana y se preguntó "¿qué es lo que hace que esa conexión sea tan crucial?" Utilizó lo que Freud ya había determinado y continuó formulando preguntas para profundizar en la investigación en sus propios estudios. La hipótesis freudiana sostiene que un componente parcial de los impulsos sexuales, la oralidad, determina la elección de un objeto, el pecho de la madre, impulsado por el hambre.

### Influencias
El trabajo de Harlow influyó en Bruno Bettelheim, director de la Sonia Shankman Orthogenic School en Chicago. Este era un hogar para niños "perturbados", Bettelheim estudió el autismo en los niños. Estaba muy fascinado con Harlow y su estudio con los monos. Pensaba que podría usar lo que Harlow había aprendido en su propio trabajo.

### Trastorno de apego reactivo

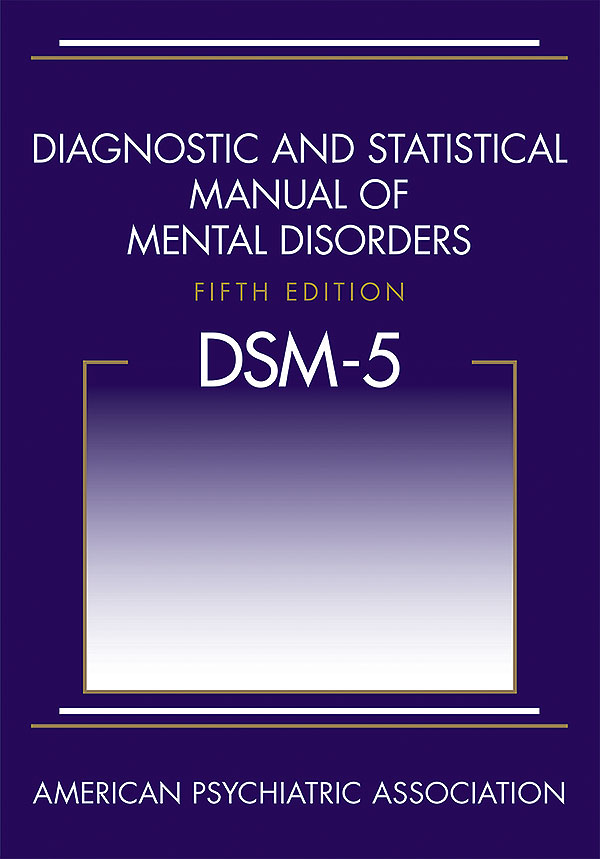
El TRA está incluido en el DSM-5.

#### Definición
El trastorno de apego reactivo (TRA) se forma cuando un niño ha experimentado maltrato, abuso sexual y emocional, o cualquier otra forma de negligencia, y se manifiesta como problemas de comportamiento. El tratamiento para el trastorno de apego reactivo es muy complejo. Para cuando un niño ha sido visto y diagnosticado con TRA, deben tratarse varias condiciones diferentes de salud mental, médica y de desarrollo. Si bien cada vez más niños son diagnosticados con TRA, la mayoría primero son diagnosticados erróneamente con otros problemas de comportamiento. Los niños diagnosticados con TRA necesitan estar en terapia intensiva, al igual que sus cuidadores. El confuso camino hacia un diagnóstico a menudo deja a los niños y las familias sufriendo durante más tiempo.

#### Contribución de Harlow
Harlow creía que la relación entre madre e hijo se formaba cuando la madre proporcionaba consuelo táctil, lo que significa que los bebés tienen una necesidad natural de tocar y aferrarse a algo para obtener apoyo emocional. Harry Harlow ayudó a avanzar en la investigación que contribuyó al descubrimiento del TRA. Él creía, y los resultados de su estudio mostraron, que el vínculo entre madre e hijo durante los primeros años de vida es extremadamente importante para la salud mental y el desarrollo del niño. Las ideas que introdujo en el campo de la psicología ayudaron a descubrir lo que hoy conocemos como TRA.
Muchos niños son diagnosticados erróneamente con TRA cuando tienen otros problemas de comportamiento, y viceversa. Los experimentos de Harlow proporcionaron a los psicólogos datos experimentales sobre las causas y el desarrollo del TRA, lo que ayudó a reducir los diagnósticos erróneos.[cita requerida]

## Crítica
Muchos de los experimentos de Harlow ahora se consideran poco éticos, tanto por su naturaleza como por las descripciones de Harlow, y ambos contribuyeron a una mayor conciencia sobre el tratamiento de los animales de laboratorio y ayudaron a impulsar la creación de las regulaciones éticas actuales. A los monos del experimento se les privó del afecto materno, lo que podría conducir a lo que ahora se conoce como trastornos de pánico. El profesor de la Universidad de Washington, Gene Sackett, uno de los estudiantes de doctorado de Harlow, afirmó que los experimentos de su profesor proporcionaron el ímpetu para el movimiento de liberación animal en los Estados Unidos.
William Mason, otro de los estudiantes de Harlow que continuó realizando experimentos de privación después de salir de Wisconsin, ha dicho que Harlow "mantuvo esto hasta el punto en que para mucha gente estaba claro que el trabajo realmente violaba las sensibilidades ordinarias, que cualquiera con el respeto por la vida o la gente lo encontraría ofensivo. Es como si él se sentara y dijera: "Solo voy a estar unos diez años más. Lo que me gustaría hacer, entonces, es dejar un gran lío atrás". ' Si ese era su objetivo, hizo un trabajo perfecto ". 
Stephen Suomi, un exalumno de Harlow que ahora realiza experimentos de privación materna con monos en los Institutos Nacionales de Salud , ha sido criticado por PETA y miembros del Congreso de los Estados Unidos.
Otro de los estudiantes de Harlow, Leonard Rosenblum, también llevó a cabo experimentos de privación materna con monos macacos de capota y coleta, y otras investigaciones, que implicaban exponer a los monos a combinaciones de privación materna-droga en un intento de "modelar" el trastorno de pánico humano. La investigación de Rosenblum y sus justificaciones también han sido criticadas.

## Representación teatral
Una obra de teatro, The Harry Harlow Project, basada en la vida y obra de Harlow, ha sido producida en Victoria y representada a nivel nacional en Australia.

## Línea de tiempo
| Año       | Evento |
| 1905      | Nacido el 31 de octubre en Fairfield, Iowa Hijo de Alonzo y Mabel (Rock) Israel |
| 1930–44   | Personal de la Universidad de Wisconsin – Madison Casado con Clara Mears |
| 1939-1940 | Miembro Carnegie de Antropología de la Universidad de Columbia |
| 1944-1974 | Profesor investigador de psicología George Cary Comstock |
| 1946      | Divorciado de Clara Mears |
| 1948      | Casado con Margaret Kuenne |
| 1947-1948 | Presidente, Asociación Psicológica del Medio Oeste |
| 1950–51   | Presidente de la División de Psicología Experimental, Asociación Americana de Psicología                                                                                                 |
| 1950–52   | Jefe de la Subdivisión de Investigación de Recursos Humanos, Departamento del Ejército                                                                                                   |
| 1953-1955 | Jefe de la División de Antropología y Psicología, Consejo Nacional de Investigaciones |
| 1956      | Medalla Howard Crosby Warren por contribuciones destacadas al campo de la psicología experimental                                                                                        |
| 1956-1974 | Director de Primate Lab, Universidad de Wisconsin |
| 1958-1959 | Presidente, Asociación Americana de Psicología |
| 1959-1965 | Conferencista Nacional Sigma Xi |
| 1960      | Premio al Psicólogo Distinguido, Profesor de Mensajería de la Asociación Estadounidense de Psicología en la Universidad de Cornell                                                       |
| 1961-1971 | Director del Centro Regional de Investigación de Primates |
| 1964-1965 | Presidente de la División de Psicología Comparada y Fisiológica, Asociación Americana de Psicología                                                                                      |
| 1967      | Medalla Nacional de Ciencias |
| 1970      | Muerte de su esposa, Margaret |
| 1971      | Harris Lecturer en Northwestern University se volvió a casar con Clara Mears |
| 1972      | Martin Rehfuss Conferencista en Jefferson Medical College Medalla de oro de la American Psychological Foundation Premio anual de la Sociedad para el Estudio Científico de la Sexualidad |
| 1974      | Profesor investigador honorario de psicología de la Universidad de Arizona (Tucson) |
| 1975      | Premio Von Gieson del Instituto Psiquiátrico del Estado de Nueva York |
| 1976      | Premio internacional de la Fundación Científica Kittay |
| 1981      | Murió el 6 de diciembre |

## Artículos iniciales
- El efecto de grandes lesiones corticales sobre el comportamiento aprendido en monos. Ciencia . 1950.
- Retención de respuestas tardías y competencia en problemas de rarezas por monos con ablaciones preoccipitales. Soy J Psychol . 1951.
- Discriminación de aprendizaje por monos normales y operados por el cerebro. J Genet Psychol . 1952.
- Tamaño del incentivo, privación de alimentos y preferencia alimentaria. J Comp Physiol Psychol . 1953.
- Efecto de la implantación cortical de cobalto radiactivo sobre el comportamiento aprendido de los monos rhesus. J Comp Physiol Psychol . 1955.
- Los efectos de dosis repetidas de radiación en todo el cuerpo x sobre la motivación y el aprendizaje en monos rhesus. J Comp Physiol Psychol . 1956.
- Los tristes: Estudios en depresión "Psicología Hoy". 1971